# Владислав Дзевульський
Владислав Дзєвульський (пол. Władysław Dziewulski, 2 вересня 1878, Варшава — 6 лютого 1962, Торунь) — польський астроном.

## Біографія
Народився в 1878 році у Варшаві в родині відомого натураліста Еугеніуша Дзевульського, його братами були юрист і економіст Стефан Дзевульський і фізик Вацлав Дзевульський. У 1901 році Владислав закінчив Варшавський університет зі ступенем кандидата наук. У 1902—1903 роках (і згодом в 1907—1908 роках) стажувався в обсерваторії Геттінгенського університету, де співпрацював із Карлом Шварцшильдом.

### Робота в Ягайлонському університеті
З 1903 року працював в Ягайлонському університеті, спочатку на кафедрі астрономії, потім (1909—1919 роки) — в астрономічній обсерваторії. У 1906 році в Ягайлонському університеті захистив докторську дисертацію за темою: «Вікові збурення Марса в русі Ероса».

### Робота в Університеті Стефана Баторія
Починаючи з 1920 року, працював в Університеті Стефана Баторія у Вільнюсі (доцент, професор, декан факультету математики та природничих наук (1921—1922), ректор (1924—1925), проректор (1925—1928), засновник і директор університетської астрономічної обсерваторії). Під час нацистської окупації спільно з колегами керував підпільним польським університетом у Вільнюсі.

### Діяльність у Польщі
Після звільнення в 1944 році Вільнюса Червоною Армією, Владислав Дзевульський, разом із групою польських вчених (в тому числі й з Вільгельміною Івановською) переїхав у Лодзь, де вони вдвох вирішили створити новий дослідницький центр у Торуні. Так у 1945 році В. Дзевульський став одним із засновників Університету Миколая Коперника в Торуні (був його проректором у 1945—1947 роках), а також Півніцької астрономічної обсерваторії.

## Наукові праці
Основні праці В. Дзевульський написав у галузі небесної механіки, зоряної динаміки, фотометрії змінних зірок, історії астрономії. Опублікував понад 200 наукових праць. Член Польської Академії наук (1952), Варшавського наукового товариства (1909), Польського астрономічного товариства (один із засновників і перший президент в 1923—1924 роках), Лондонського королівського астрономічного товариства.

## Сім'я
Був одружений з Ядвігою (до шлюбу Малиновською), одна з його дочок — астрономка Анела Дзевульська.

## Вшанування
На його честь названі планетарій в Торуні, одна із вулиць Торуня і кратер Дзевульський на Місяці.